# 宗長
宗長（1448年－1532年4月11日）是室町時代後期的連歌師。號柴屋軒。駿河國島田（現今靜岡縣島田市）出身。父親是鍛冶師五條義助。

## 生平
在文安5年（1448年）出生。於寬正6年（1465年）出家，後來仕於今川義忠，不過在義忠戰死後，離開駿河並上洛。
師事於宗祇學習連歌，列名於『水無瀨三吟百韻』（長享2年（1488年））、『湯山三吟百韻』（延德3年（1491年））等歌集。向大德寺的一休宗純參禪，居於大德寺真珠庵傍，在宗純死後，移居至神奈備附近的山城國薪村（現今京都府京田辺市）的酬恩庵，憑弔宗純的菩提。明應5年（1496年），返回駿河並仕於今川氏親。文龜2年（1502年），宗祇在箱根湯本死去，一直陪伴在側。在宗祇死後，成為連歌界的指導者。
與有力武將和公家亦有廣闊交際，曾與三條西實隆、細川高國、大內義興、上杉房能交流，所以亦擔任今川氏的外交顧問。永正元年（1504年），受齋藤安元援助，為了在駿河國丸子之鄉泉谷連結柴屋軒（現今的吐月峰柴屋寺）和京都之間，參與建築大德寺的山門。永正6年（1509年），為了前往觀看白河之關而途經下野國之際，被下野宇都宮氏家臣壬生綱重邀請到鹿沼的居館，並參加連歌會。綱重和宗長同年，於是作下的和歌。
在天文元年3月6日（1532年4月11日）死去。
代表著作有『那智籠』、『宗長手記』、『宗長日記』，另外有『東路之津登』、『宇津山記』、『宗祇終焉記』。

## 人物
- 日本俗語「急がば回れ」的由來。